# ARL3
ARL3‏ (ADP ribosylation factor like GTPase 3) هوَ بروتين يُشَفر بواسطة جين ARL3 في الإنسان.